# Ernő Rubik
Ernő Rubik (Budapest, 13 luglio 1944) è un designer, inventore e architetto ungherese all'istituto universitario d'arte e design Moholy-Nagy Művészeti Egyetem di Budapest.
Deve principalmente la sua notorietà all'invenzione dell'omonimo cubo e di altri giochi di logica e strategia.

## Biografia
Rubik nasce durante la seconda guerra mondiale a Budapest il 13 luglio 1944. Suo padre era ingegnere aeronautico, sua madre, Magdolna Szántó, una poetessa. Laureato nel 1967 in architettura presso l'Università di Budapest (Műszaki Egyetem) inizia a studiare scultura e architettura d'interni. Dal 1971 al 1975 lavora come architetto, per poi far ritorno all'Accademia d'Arte Applicata Moholy-Nagy di Budapest assumendo la cattedra di architettura. Durante questo periodo, nel 1974, inventa il cubo, che inizialmente si diffonde in modo limitato in alcuni circoli scientifici.
Agli inizi del 1980 diviene editore di una rivista di enigmistica dal nome "… És játék" ("... e giochi"). In questo periodo il cubo inizia a diffondersi a livello internazionale, dando origine a una "mania" che spinge il rompicapo a essere uno dei giochi più venduti dell'epoca.
Nel 1983 crea il Rubik-Studio, per la progettazione di mobili e giochi. Nel 1990 diventa presidente dell'Accademia di ingegneria d'Ungheria; nell'ambito della stessa crea la "Fondazione Rubik", per promuovere giovani ingegneri e designer particolarmente dotati. Nel ventunesimo secolo Rubik si occupa dello sviluppo di videogiochi, di architettura e dirige ancora il Rubik-Studio.